# Збор у Орашцу
Збор у Орашцу је окупљање српских устаника умаклих пред „сечом кнезова“. Збор је организовао Ђорђе Петровић, познат као Карађорђе, са шумадијским првацима и кнезовима, одржан је у зиму 1804. године, на хришћански празник Сретење Господње тада 14. фебруара у Орашцу код Аранђеловца. Око три стотине устаника одлучило је да се бори против дахија, па су приступили избору вође. Пошто су харамбаша Станоје Главаш и кнез Теодосије Марићевић одбили да предводе устанике за вожда је изабран Карађорђе Петровић.
Данас се у Србији 15. и 16. фебруар прослављају као Дан државности у знак сећања на почетак Српске револуције.

## Позадина
У Београдском пашалуку, све до почетка устанка па и после, биле су уобичајене кнежинске скупштине. То је била такође установа локалне аутономије, каква се за време турске управе y нашим крајевима практиковала на више места. нарочито y крајевима појединих планинских система. Па и сам хатишериф који је Србима y Београдском пашалуку дала Порта после Кочине крајине садржао је извесне карактеристике аутономног уређења. У раду кнежинских скупштина учествовале су народне старешине једне кнежине; кад је избио устанак шта је, дакле, било логичније, него да се од кнежинских скупштина направе нахијске, a од нахијских скупштине народа тј. главних народних старешина из целог пашалука, и осталог побуњеног краја.
Прво што су учинили закључивши да дигну устанак, Карађорђе и његови другови сазвали су на један састанак, на „скупштину народну" (тај назив сачуван је код свих мемоариста тога доба, a употребљава се и y званичној преписци устаничкој) угледније људе Крагујевачке и Београдске нахије.

## Устаничка скупштина у Орашцу
Орашачка скупштина на којој су народни прваци из београдске и крагујевачке нахије одлучили да дигну устанак и за устаничког вођу изабрали Карађорђа није обичајна скупштина кнежинска прво стога што је била тајна па је за њу знао само најужи круг одабраних људи a друго стога што је била устаничка, конспиративна, и што је имала за циљ да изврши два важна закључка једног ранијег, још ужег скупа народних првака, одржаног y Орашцу 8. новембра 1803: да закључи дизање народног устанка y Београдском пашалуку и изабере устаничког вођу. Она је, y ствари, скуп револуционарних народних кнезова и других првака и старешина, измешан са лицима свештеничког чина с једне, и хајдучким старешинама с друге стране, одржан на тешко приступачном и скровитом месту, y рану зору. Непосредан повод за њено одржање, као и за сам устанак, била је сеча кнезова и народних првака коју су вршиле дахије, и тешко стање које је y земљи владало под системом дахијске управе.
2. фебруара 1804, на Сретење, рано y саму зору, постављене су јаке страже око места на коме ће се одржати скупштина. Учесници који су дан пре или y току ноћи стигли са разних страна y Орашац скупљали су се више Марићевића Јаруге, код два велика бреста, на једном заравњу опкољеном са свих страна густим лугом. Карађорђе, који је био главни организатор ове устаничке скупштине, приказао је положај y коме се налази Београдски пашалук откако се налази под дахијском управом и изнео циљ овога састанка. Од свих кнезова, првака и хајдучких старешина колико их је било на овој скупштини, није био ни један који би био против тога да се диже устанак. Кад се поставило питање вођства показала се иста такова једнодушност: иако је Карађорђе означио некоја за то способна и угледна лица, као Станоја Главаша, Вула Илића Коларца, кнеза Марка Савића и Теодосија Марићевића, како устаници тако и предложена лица одбили су ту кандидацију, па је за вођу устанка, за врховног Вожда, изабран Карађорђе који је примио избор тек после дужег опирања и када му је неколико пута поновљено да народ жели да га y устанку воде људи личних особина Карађорђевих.
Кад се Карађорђе примио избора, буковички прота Атанасије обукао је епитрахиљ, запалио воштаницу, благословио избор и народне закључке и присутне заклео на верност Вожду и устанку. Изабрани Вожд пољубио се са сваким од присутних. После тога дана, устанак је отпочео одмах тако да већ 4. фебруара 1804 аустријске пограничне власти поуздано знају да y суседној Србији пламти устанак и да су се „на оружје дигли хришћански Срби".

### Учесници скупштине
Историчар Миленко Вукићевић држи да је на орашачкој устаничкој скупштини било присутно око 300 лица. Данас ce, на основу историјске и мемоарске литературе, може утврдити само присуство ових лица: прота Атанасије Антонијевић, Станоје Главаш, Хајдук-Вељко Петровић, Вуле Илић-Коларац, Милосав Лаповац, Ђорђиц из Вишевца, Јован Крстовић из Буковика, Алекса Дукић, Арсеније Ломо, Танаско Рајић, Јанићије Ђурић, кнез орашачки Марко Савић, трговац Теодосије Марићевић, Алекса Јаковљевић, кнез Вићентије Петровић из Кораћице, кнез Матија Јовичић из Тополе, Михаило Баџак из Јагњила, Матија Каратошић из Копљара, Милутин Савић из Гараша, Марко Катић, Петар Дугоњић из Маслешева, Благоје(?) и Глиша(?) оба из Маслешева, Ћира Прокић и Милоје Чекеревић из Маслешева, Стеван Рајаковић, Мата Миливојевић, Мандић и Милован Ђурић из Страгара, Андреја Јокић, Риста Ђурђезић, Михаило Манојловић, Паун Чолкћ, Матија Милошевић, Лазар Милосављевић, Димитрије Перић, Димитрије Манојловић, Гаврило Ђурић, Григорије Марковић, — сви из Тополе, Ђорђе Дукић, Танасије Дукић, Јован Ризнић, Сретен, Теофан и Јаков Томковићи из Баше, Гаја Остојић из Орашца, Петар Кара из Трешњевице, Хајдук Милета из Глибовца, Хајдук Кара Стева из Прова, Хајдук Милован из Плане, Димитрије Радовић из Врбице, Милован Ђурковић из Јагњила, Милош Арсенијевић из Драгоља, Јанко Рачанин из Раче, Никодије Добрић из Овсишта, Марко Милосављевић из Копљара, Никола Лека из Липовца, Милован Гарашанин из Липовца, Радован Гарашанин из Липовца, Сима Сердар из Даросаве, Тома Старчевић из Орашца, Јован Булатовић из Орашца и Васа Сараманда из Буковика.

## Последице
Истина све је рађено по једном брзом, кратком, устаничком и револуционарном поступку, али је обострана заклетва била ту, она је деловала одређено и снажно, па су крв и ватра, та два симбола револуционарних масовних покрета, убрзо дали и реалну садржину орашачким одлукама. За релативно кратко време Београдски пашалук био је очишћен од Турака. Власт је, по закону,, била y рукама султановим, али се у ствари налазила y рукама Карађорђа и устаника. Сви преговори вођени ма с ким и y ма коме облику, после тога времена, вођени су y име народа; сва писма, жалбе или молбе носиле су, сем потписа Карађорђа као „Врховнаг предводитеља народа српског", доцније и Вожда, и потписе осталих народних старешина, углавном дакле и оних лица која се јављају као редовни учесници на свим скупштинама народним.